# 髙橋彩 (裁判官)
髙橋彩（たかはし あや、1973年3月31日 - ）は日本の裁判官。仙台地裁第3民事部総括判事。

## 来歴
東京大学法学部卒業。1995年から2年間の司法修習を経て、1997年 裁判官任官（東京地裁刑事部判事補）。刑事裁判においては、左陪席として合議体の一員として刑事裁判を担当した。
2000年6月 ハーバード大学ロースクールに留学。LLMを修得。
2018年4月1日 知財高裁判事。2021年4月1日 仙台地裁第3民事部総括判事。

## 略歴
- 1997年4月10日 - 裁判官任官（東京地裁刑事部判事補）[2]。
- 2002年4月1日 - さいたま家地裁川越支部判事補。
- 2005年4月1日 - 千葉地家裁判事。
- 2009年4月1日 - 仙台高裁判事。
- 2012年4月1日 - 東京地裁判事。
- 2015年4月1日 - 宇都宮地家裁足利支部長。
- 2018年4月1日 - 知財高裁判事。
- 2021年4月1日 - 仙台地裁第3民事部総括判事。
- 2024年4月1日 - 東京地裁総括判事。

## 人物
- 修習生になった当初は弁護士もいいと考えていたが、実際に司法修習をやっていく中で、裁判官であれば、自分の正しいと思うことが依頼者のニーズに縛られることなくできること、また、弁護士の仕事だと、法律専門家として営業活動もたくさんしなければならないと予想し、自分の適性を考え、裁判官になったという[2]。
- 法曹実務では、優先順位と完璧主義にならないことを心がけていたという[2]。